# Бонапарте, Хосе Фернандо
Хосе Фернандо Бонапарте (исп. José Fernando Bonaparte; 14 июня 1928, Росарио, Санта-Фе — 18 февраля 2020, Буэнос-Айрес) — аргентинский палеонтолог.

## Биография
Сын итальянского моряка (однофамильца Наполеона Бонапарта) Хосе Бонапарте родился в Росарио, а вырос в местечке Мерседес, провинции Буэнос-Айрес. Несмотря на формальное отсутствие образования по палеонтологии, он начал собирать в раннем возрасте фоссилии и построил музей в своём родном городе. Позже он стал куратором Государственного университета Тукумана, где в 1974 году он получил почётную учёную степень доктора наук. В конце 1970-х годов он был ведущим учёным в Museo Argentino de Ciencias Naturales Bernardino Rivadavia в Буэнос-Айресе.

## Открытия
Бонапарте обнаружил, назвал и описал большое число видов динозавров на южноамериканском континенте:
- Abelisaurus comahuensis (Novas[англ.], 1985)
- Alvarezsaurus calvoi (1991)
- Amargasaurus cazaui (Salgado[исп.], 1991)
- Amargasaurus groeberi (1984)
- Andesaurus delgadoi (Calvo[англ.], 1991)
- Argentinosaurus huinculensis (Coria, 1993)
- Augustia ligabuei (1998; Zariquiey, 1927)
- Agustinia ligabuei (1999)
- Carnotaurus sastrei (1985)
- Coloradia brevis (1978; Blake 1863), позднее переименован в Coloradisaurus brevis (Lambert, 1983)
- Dinheirosaurus lourinhanensis (Mateus[англ.], 1999)
- Guaibasaurus candelariensis (Ferigolo & Ribeiro, 1999)
- Iberomesornis romerali (Sanz[исп.], 1992)
- Kritosaurus australis (Franchi, Powell & Sepulveda, 1984)
- Lapparentosaurus[англ.] madagascariensis (1986)
- Lessemsaurus sauropoides (1999)
- Ligabueino[англ.] andesi (1996)
- Ligabuesaurus[англ.] leanzai (González Riga & Apesteguia, 2006)
- Mussaurus patagonicus (Vince, 1979)
- Noasaurus leali (Powell, 1980)
- Patagopteryx deferrariisi (Alvarenga & Bonaparte, 1992)
- Patagosaurus fariasi (1979)
- Piatnitzkysaurus floresi (1979)
- Rayososaurus[англ.] agrioensis (1996)
- Riojasaurus incertus (1969)
- Riojasuchus[англ.] (1969)
- Saltasaurus (Powell, 1980)
- Saltasaurus loricatus (Powell, 1980)
- Strenusaurus procerus (1969)
- Tendaguria[англ.] tanzaniensis (Heinrich & Wild, 2000)
- Trialestes[англ.] (1982)
- Velocisaurus unicus (1991)
- Venaticosuchus (1971)
- Volkheimeria[англ.] chubutensis (1979)